# Fuske
Fuske är en ort i Ljustorps socken, Timrå kommun. Fuske var till och med år 2000 klassad som en småort. Fuske är en relativt tätbebyggd by med både boende och företagare. 
Här finns sevärdheterna Nylandsforsen och Högåstornet.